# 花旗集團中心 (倫敦)
花旗集團中心（英語：Citigroup Centre）是倫敦的一個建築群，是花旗集團的歐洲、中東和非洲地區總部，位於倫敦碼頭區的金絲雀碼頭。花旗集團中心的建築面積達170,000平方（1,800,000平方英尺），包括兩座一體的大樓——加拿大廣場33號（也稱CGC1）和加拿大廣場25號（也稱CGC2）。加拿大廣場33號規模較小，竣工於1999年，高105米，由花旗集團所有。加拿大廣場25號高200公尺，完工時與相鄰的滙豐大廈並列倫敦第二高樓。花旗集團只租用這座大樓的部分樓層，每年需支付租金。

## 外部連結
- Emporis （页面存档备份，存于）